# Xylocopa metallica
Xylocopa metallica är en biart som beskrevs av Smith 1874. Xylocopa metallica ingår i släktet snickarbin, och familjen långtungebin. Inga underarter finns listade i Catalogue of Life.